# Koninklijke Route (Krakau)

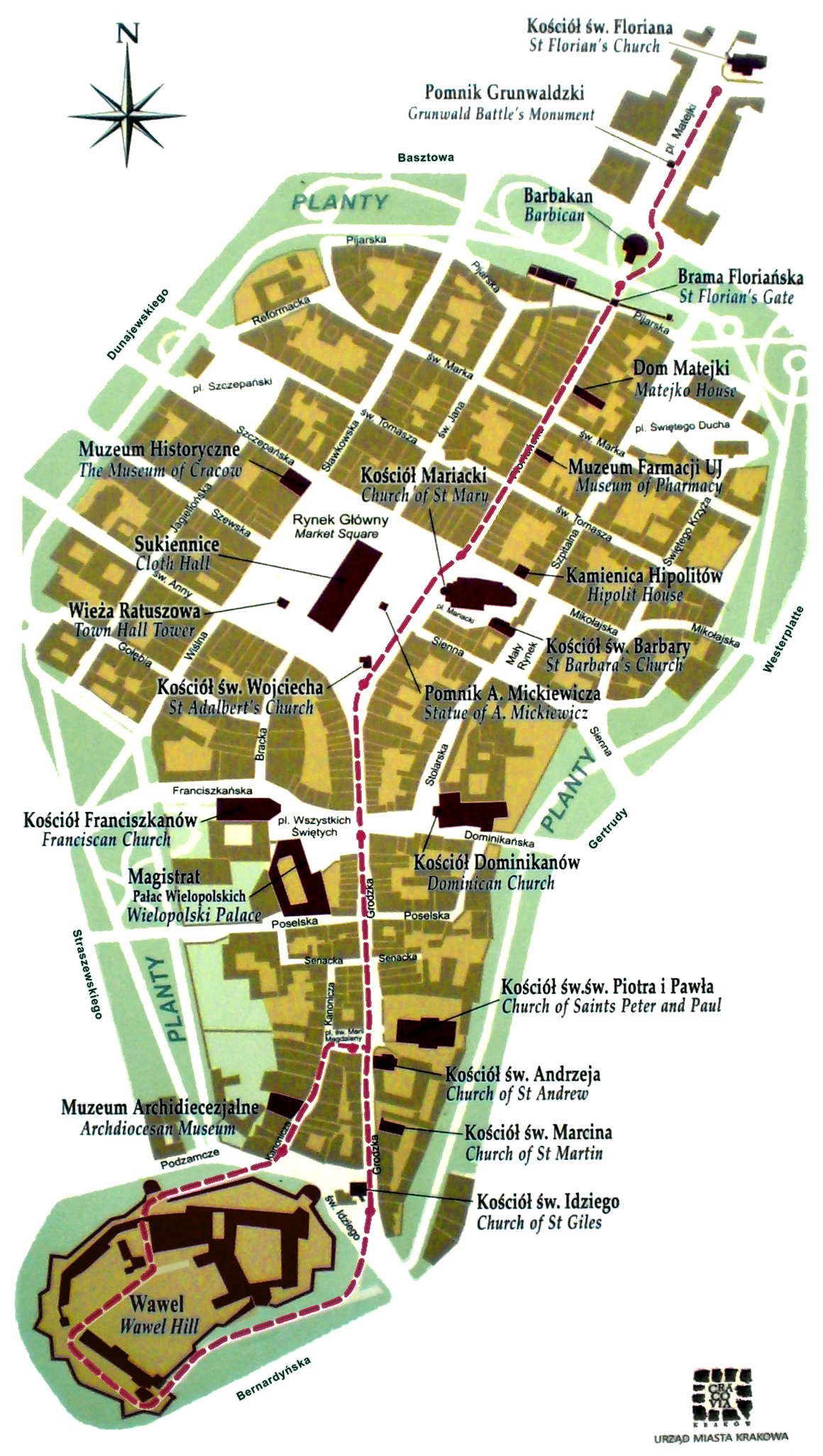
De Koninklijke Route

De Koninklijke Route (Pools: Droga Królewska) in de Poolse stad Krakau is de route die tot 1734 werd afgelegd bij ceremoniële intochten, kroningen en begrafenissen. De route begint bij de Florianuskerk in de wijk Kleparz ten noorden van de Oude Stad en eindigt bij kasteel Wawel. De route loopt langs Barbakan en de Florianuspoort en door ulica Floriańska, het centrale plein Rynek Główny, ulica Grodzka, ulica Senacka en ulica Kanonicza. Langs de route staan talrijke monumenten.